# Doithrix longipes
Doithrix longipes är en tvåvingeart som beskrevs av Ole Anton Saether och Andersen 1996. Doithrix longipes ingår i släktet Doithrix och familjen fjädermyggor. Inga underarter finns listade i Catalogue of Life.